# Bokrányi János
Bokrányi János, 1842-ig Rauberstrauch János Alajos, Ján Bokráni (Szepesolaszi, 1813. június 10.  – Pozsony, 1869. június 1.) jogtudós, királyi tanácsos és akadémiai jogtanár.

## Élete
Raubestrauch János és Gedeon Barbara fia. A bölcseletet Kassán és Nagyváradon végezte; a jogot Kassán, a teológiát Pesten hallgatta. 1838-ban kassai akadémiai jogtanár lett és Rauberstrauch nevét 1842-ben változtatta Bokrányira. 1843-ban jogtudorrá avatták. 1861. december 7-én a Pozsonyi Jogakadémia tanárává és igazgatójává, 1862–ben államvizsgálati bizottsági taggá és elnökké nevezték ki. Tanította a magyar magánjogot és polgári törvénykezést. 1864. március 9-én királyi tanácsosi címet nyert.

## Műve
- Magyar tiszti irásmód példákkal világosított szabályai. Kassa, 1844.